# Michel Sogny
Michel Sogny, francoski pianist in skladatelj, * 21. november 1947, Pau (Francija).
Michel Sogny je francoski pianist, skladatelj in pisatelj madžarskega rodu. Razvil je nov pristop k poučevanju klavirja. Ta metoda omogoča učencem vseh starostnih skupin, da začnejo učiti klavir in uživajo v njem, tudi če začnejo v odrasli dobi.

## Biografija
Michel Sogny se je šolal na École Normale de Musique de Paris, kjer je študiral klavir pod mentorstvom Julesa Gentila in Yvonne Desportes. Poleg tega je pridobil magisterij iz psihologije, diplomo iz literature in doktorat iz filozofije, ki ga je leta 1974 zaključil na Sorboni pod mentorstvom Vladimirja Jankélévitcha. Michel Sogny je tudi ustanovitelj SOS Talents Foundation.
V 70. letih 20. stoletja se je Michel Sogny uveljavil na glasbeni sceni in razvil inovativno metodo za učenje glasbe, ki je pritegnila pozornost v glasbenem svetu.
Skupaj z nekaterimi znanimi osebnostmi, kot sta Valéry Giscard d'Estaing in pravnukinjo Franza Liszta, Blandine Ollivier de Prévaux, je Sogny ustanovil Francosko združenje Franza Liszta.
Leta 1974 je v Parizu ustanovil glasbeno šolo in odprl literarno-glasbeni salon, kjer so se srečevali umetniki, pisatelji in intelektualci.
Leta 1975 je objavil svojo prvo knjigo Admiration Créatrice chez List. Predgovor zanjo je napisal György Cziffra. Leta 1981 je napisal pesem skupaj z Jeane Manson Comme un bateau ivre, ki je bila takrat njegova študentka. Istega leta je nastopil v televizijski seriji Grâce à la Musique – Franz Liszt v režiji Françoisa Reichenbacha. Odprl je tudi 2. glasbeno šolo v Ženevi.

Leta 1985 je generalni direktor Francis Blanchard na Bureau International du Travail à Genève predstavil klavirsko metodo Michela Sognyja. Michel Sogny je nadeljeval z razvojem svoje klavirske metode vse do 90. let. Osredotočil se je na delo z mladimi nadarjenimi pianisti. 15. marca 1993 je s svojo študentko Myriam Gramm na odru Grand Théatre de Genève izvedel štiriročno klavirsko skladbo – Grand Galop Chromatique Franza Liszta.
Leta 1995 je bil Sogny povabljen kot umetniški vodja v Villa Schindler, glasbeno ustanovo v Avstriji, pod visokim pokroviteljstvom Yehudija Menuhina. Kot umetniški vodja v Villa Schindler je vodil mojstrske tečaje in spodbujal mlade pianiste k mednarodnim nastopom. Med študenti Ville Schindler so znani pianisti kot so Elisso Bolkvadze, Tamar Beraia, Katia Buniatišvili, Yana Vassilieva in Anna Fedorova .
Glavni cilj fundacije SOS Talents Foundation je podpirati nadarjene mlade glasbenike iz ekonomsko revnih okolij (ki večinoma prihajajo iz vzhodnoevropskih držav). Prvi gala koncert fundacije SOS Talents je potekal leta 2001 v palači Marcel Dassault v Parizu, pod pokroviteljstvom Sergea in Nicole Dassault, med udeleženci pa sta bili tudi Sognyjevi študentki Yana Vassileva in Katia Buniatišvili. Istega leta so v Théàtre des Champs-Élysées nastopile: Elisso Bolkvadze, Yana Vassilieva, Katia Buniatišvili in njena sestra Gvantsa. Leta 2002 je Fundacija SOS Talents gostila mednarodni festival v Montreuxu v Švici. Znani pianist Aldo Ciccolini je stopil na oder skupaj z mladimi nominiranci – Elisso Bolkvadze, Tamar Beraia, Katia Buniatišvili in Yana Vaissileva.
Leta 2004 je Michel Sogny v Coppetu v Švici ustanovil Festival de Piano Michel Sogny.
Leta 2009 je Sogny pod pokroviteljstvom predsednika Litve Valdasa Adamkusa v Vilniusu gostil gala koncert fundacije SOS Talents.
Po 40 letih pedagoških izkušenj Michel Songy nadaljuje z odkrivanjem nove generacije pianistov v okviru svojega projekta SOS Talents Foundation.
Leta 2013 Michel Sogny predstavi triler L'Adulte Prodige, ki govori o mladi glasbenici Michele Paris. Leta 2014 je objavil filozofsko delo De Victor Hugo à Dostoïevsky, dialog z Alexisom Philonenkom.
Michel Sogny in Elisso Bolkvadze tvorita štiriročni klavirski duo in skupaj interpretirata originalne verzije del  Franza Liszta, kot so Orphée Les Préludes, La Bataille des Huns, Rhapsodies Hungarianes 2,6,15,19.
V letih 2017–2019 je bil Michel Sogny povabljen v Gruzijo, da bi v okviru mednarodnega festivala Batumi vodil mojstrske tečaje. Prav tako je bil povabljen na Japonsko, na Glasbeno akademijo Ishikawa.

## Klavirska metoda Michela Sognyja
Sognyjevo klavirsko metodo poučujejo v njegovih šolah v Parizu in Ženevi. Od leta 1974 se je več kot 20.000 učilo igranja klavirja po Sognyjevi metodi.
Metoda vključuje dva glavna elementa: didaktični del – Prolégomènes, ki predstavlja kratke vaje, ki so zasnovane tako, da razvijajo študentovo zaznavanje glasbene simfonije in zvoka.Drugi ključni element metodologije je cikel etud, kjer je poudarek na razvoju tehničnih veščin, kot so kretnje rok in položaji rok.
Ena izmed primerov uspeha Sognyjeve metode je Michel Paris, profesorica francoskega jezika,, ki je začel vaditi klavir kot odrasla oseba. Po štiriletnem izobraževanju po Sognyjevi metodologiji je pri starosti 30 let izvedla solo koncert v Théâtre des Champs-Élysées pod pokroviteljstvom Ministrstva za kulturo. Druga njegova uspešna učenka je bila Claudine Zévaco, ki je nastopila v gledališču Théâtre des Champs-Élysées leta 1983 in 1984.

## Pianist in skladatelj
Michel Sogny je avtor didaktičnih del za klavir, na katerih temelji njegova lastna metodologija. Nekatera izmed njegovih najbolj prepoznavnih del so: Prolégomènes à une Eidétique Musicale, Les Paralipomènes à une Eidétique Musicale in Études pour piano.
Poleg tega je tudi avtor številnih glasbenih kompozicij: Furia, Triptyque, Entrevisions, Dérive, Hommage à Liszt, Aquaprisme, Réminiscentiel, Trois pièces dans le style hongrois, Deux Études de concert, Reviviscence.
24. junija 2023 je Michel Sogny prejel nagrado Grand Prix Alain Fournier za svojo knjigo "L'Adulte Prodige". Nagrado mu je podelila "Accademia Euromediterrania delle ARTI" na Sorboni.

## Objavljena dela
- L'admiration créatrice chez Liszt, ur. Buchet-Chastel (1975)
- Le solfège sans soupir, ur. Sirella (1984)
- Abrégé de solfège, ur. Sirella
- La méthode en question(s), ed. Sirella
- La méthode en action, ur. Sirella
- Initiation à l'art de laposition musicale, ed. Sirella
- Le pédagogue virtuose – livre de l'enseignant, ur. Sirella
- La Musique en Questions, entretiens avec Monique Philonenko Ed. Michel de Maule (2009)
- "L'adulte prodige – Le rêve au bout des doigts" Editions France-Empire (2013)
- De Victor Hugo à Dostoïevski – Entretiens philosophiques z Alexisom Philonenkom, éditions France-Empire (2013)[41]

## Notacije
- Œuvres choisies (sélection des principales œuvres du répertoire pianistique doigtées et commentées)
- Études pour piano – Séries I à VII
- Etudes de perfectionnement
- Deux Etudes de Concert
- Prolégomènes à une eidétique musicale pour piano 2 mains – Séries I à VII
- Prolégomènes à une eidétique musicale pour piano 2, 6 et 12 mains
- Pièces de concert pour piano (Triptyque, Aquaprisme, Furia, Réminiscentiel, Hommage à Franz Liszt, Deux études de concerts, 3 pièces dans le style hongrois, Un certain clair de lune )
- Dérive pour piano Editions Durand (enregistré chez Cascavelle par la pianiste Elisso Bolkvadze)
- Entrevisions 12 pièces pour piano crée sur Mezzo TV par la pianiste Elisso Bolkvadze (Éditions Durand)[42]
- 12 études pour piano dans le style hongrois Séries I à IV (Éditions Durand)
- 12 pièces pour piano pour la main droite seule (posvečeno pisanistu France Clidat)
- Paralipomènes à une eidétique musicale 14 pièces pour piano Editions Musicales Artchipel
- Hommage à Liszt Editions Durand
- Aquaprisme Editions Durand
- 3 Pièces dans le style hongrois Editions Durand
- 48 Etudes de Perfectionnement Editions Musicales Artchipel
- Etudes pour piano Deuxième série Editions Musicales Artchipel
- 24 Pensées Vagabondes Editions Musicales Artchipel
- Reviviscence  14 pièces pour piano

## Časti in nagrade
- Red časti, Gruzija (2017) [43]
- Častni konzul Litve v Švici [44]
- Unescova častna diploma (1994)
- Medalja Združenih narodov za mir (1986)